# Euroregione dei Carpazi

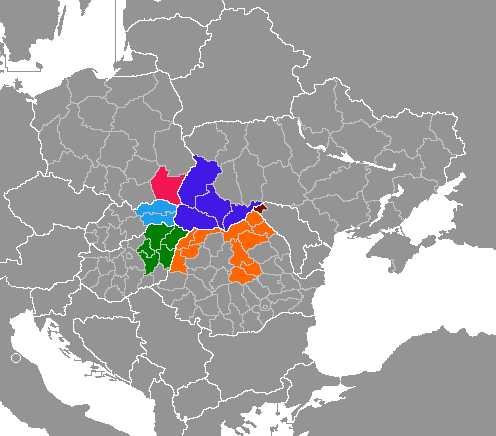
Posizione dell'Euroregione dei Carpazi sulla mappa dell'Europa

L'Euroregione dei Carpazi è un'associazione internazionale costituita il 14 febbraio 1993 dai rappresentanti delle amministrazioni regionali di Polonia, Ucraina, Slovacchia e Ungheria nella città di Debrecen. Nel 2000 è stata accettata la richiesta di diverse amministrazioni regionali della Romania di aderire all'Euroregione. 
L'Euroregione dei Carpazi comprende 19 unità amministrative di cinque paesi dell'Europa centrale e orientale: Polonia, Slovacchia, Ungheria, Ucraina e Romania . La sua superficie totale è di circa 160000 km² o oltre 60.000 miglia quadrate. È abitata da oltre 15 milioni di persone. 
L'Euroregione dei Carpazi è progettata per riunire le persone che abitano la regione dei Monti Carpazi e per facilitare la loro cooperazione nei settori della scienza, cultura, istruzione, commercio, turismo ed economia. 
A causa delle sue dimensioni, al suo interno è stata creata un'altra Euroregione: la Biharia Euroregion, con sede a Oradea . Copre le due contee vicine di Bihor in Romania e Hajdú-Bihar in Ungheria. 

## Regioni costituenti
- Romania (7): contea di Bihor, contea di Botoşani, contea di Harghita, contea di Maramureş, contea di Sălaj, contea di Satu Mare, contea di Suceava
- Ungheria (5): Contea di Borsod-Abaúj-Zemplén, contea di Hajdú-Bihar, contea di Heves, contea di Jász-Nagykun-Szolnok, contea di Szabolcs-Szatmár-Bereg
- Ucraina (4): Oblast 'di Černivci, Oblast' di Ivano-Frankivs'k, Oblast' di Leopoli, Oblast' della Transcarpazia
- Slovacchia (2): Regione di Košice, Regione di Prešov
- Polonia (1): Voivodato della Precarpazia

## Città principali
1. Leopoli - 729.000
2. Černivci  - 259.000
3. Košice  - 235.000
4. Ivano-Frankivs'k  - 225.500
5. Oradea- 206.600
6. Debrecen  - 206.200
7. Rzeszów - 179.500
8. Miskolc - 169.200

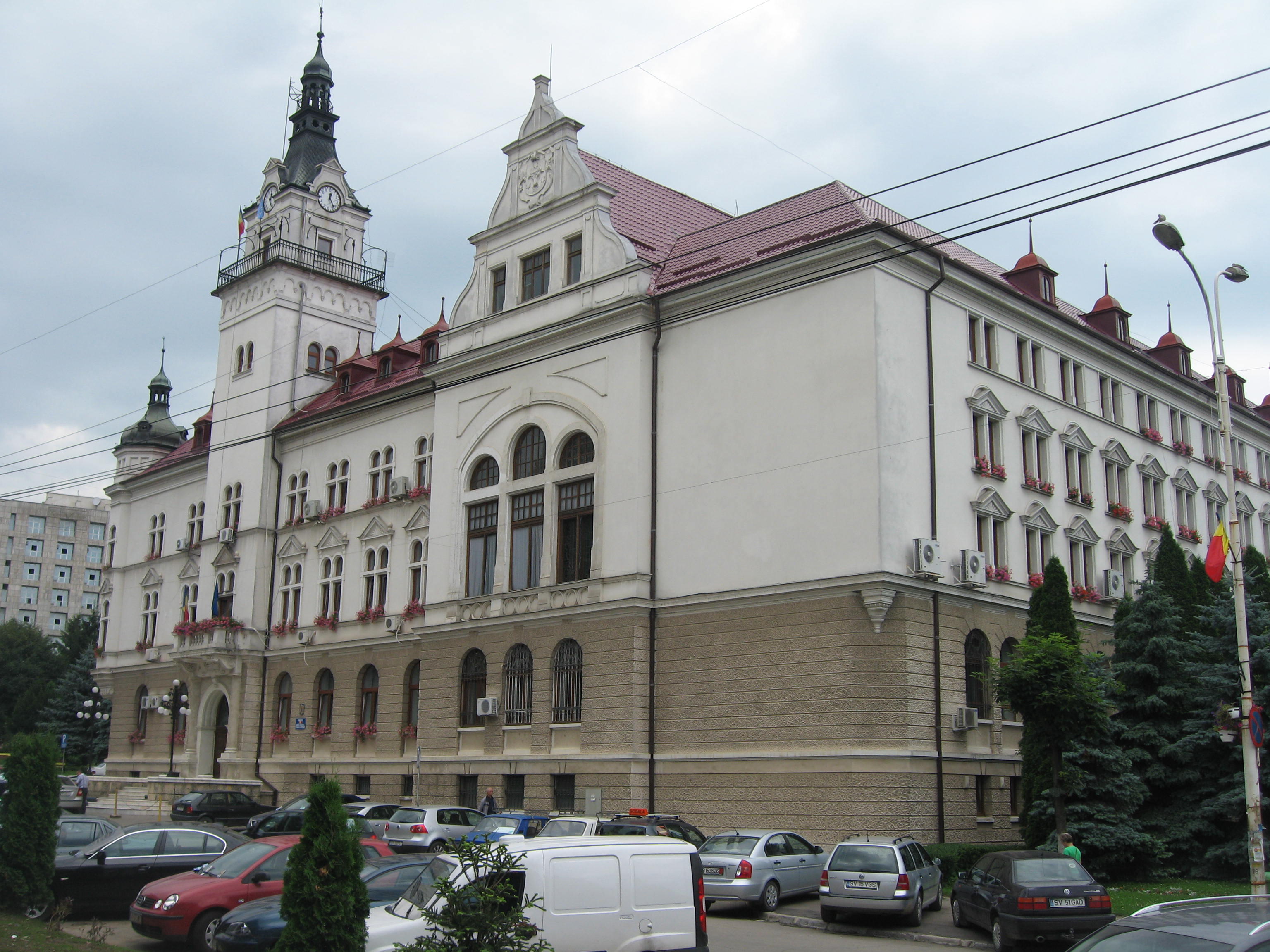
Suceava
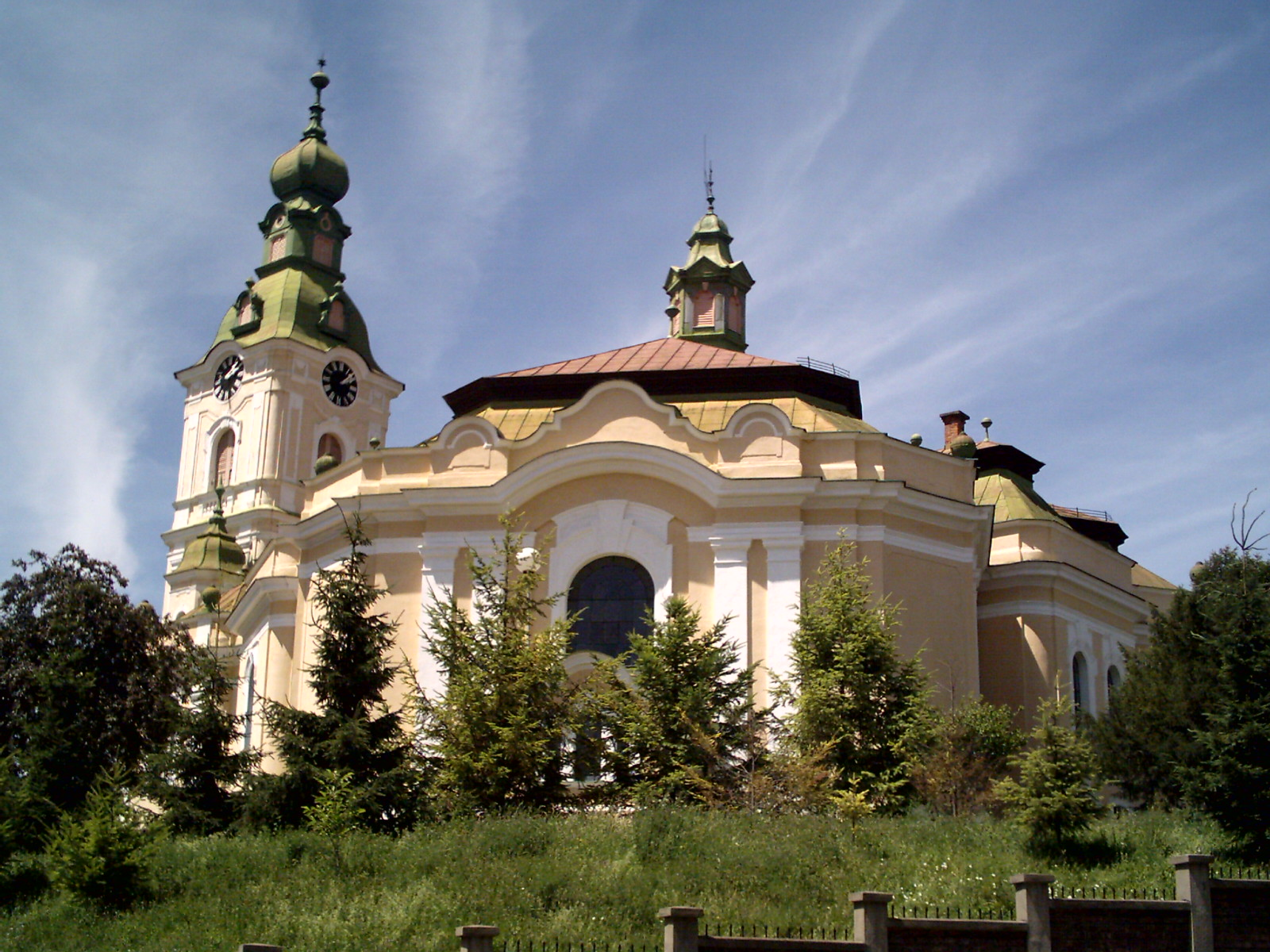
Zalău
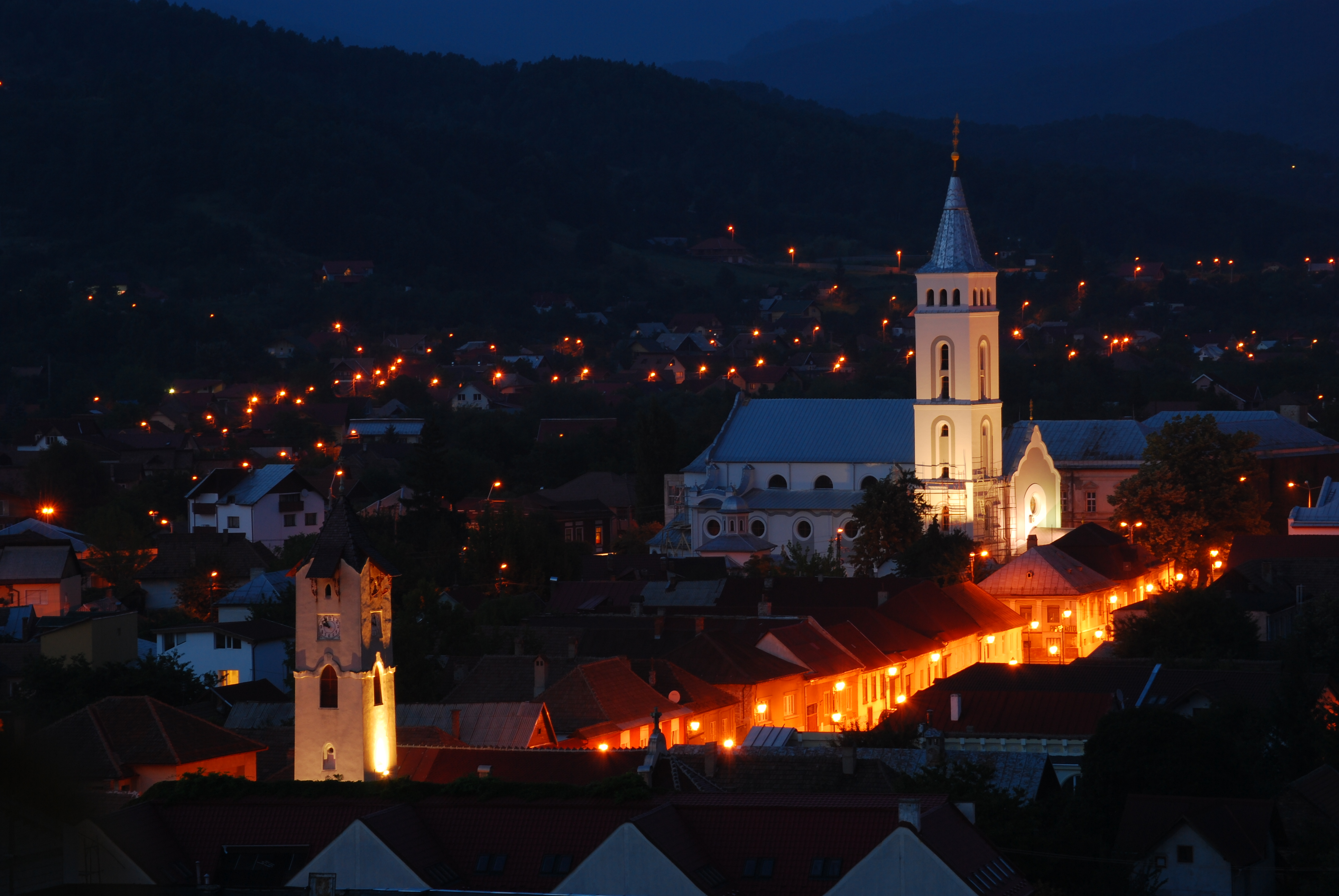
Baia Mare
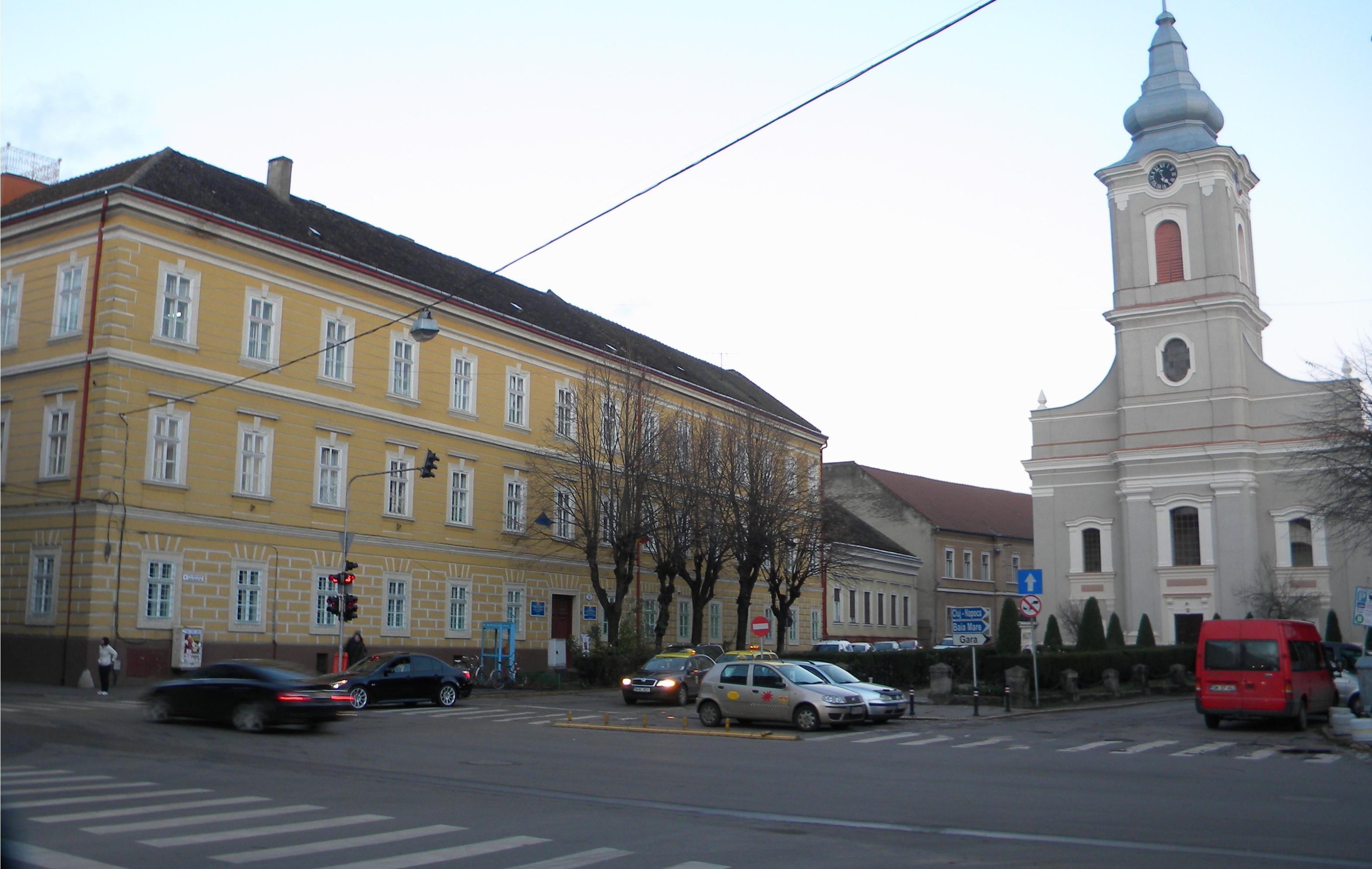
Satu Mare
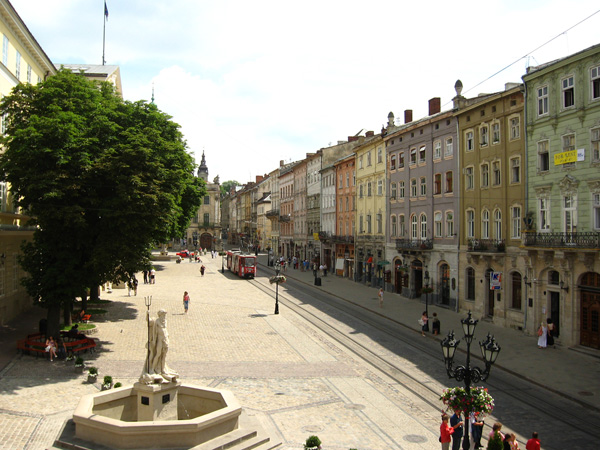
Leopoli
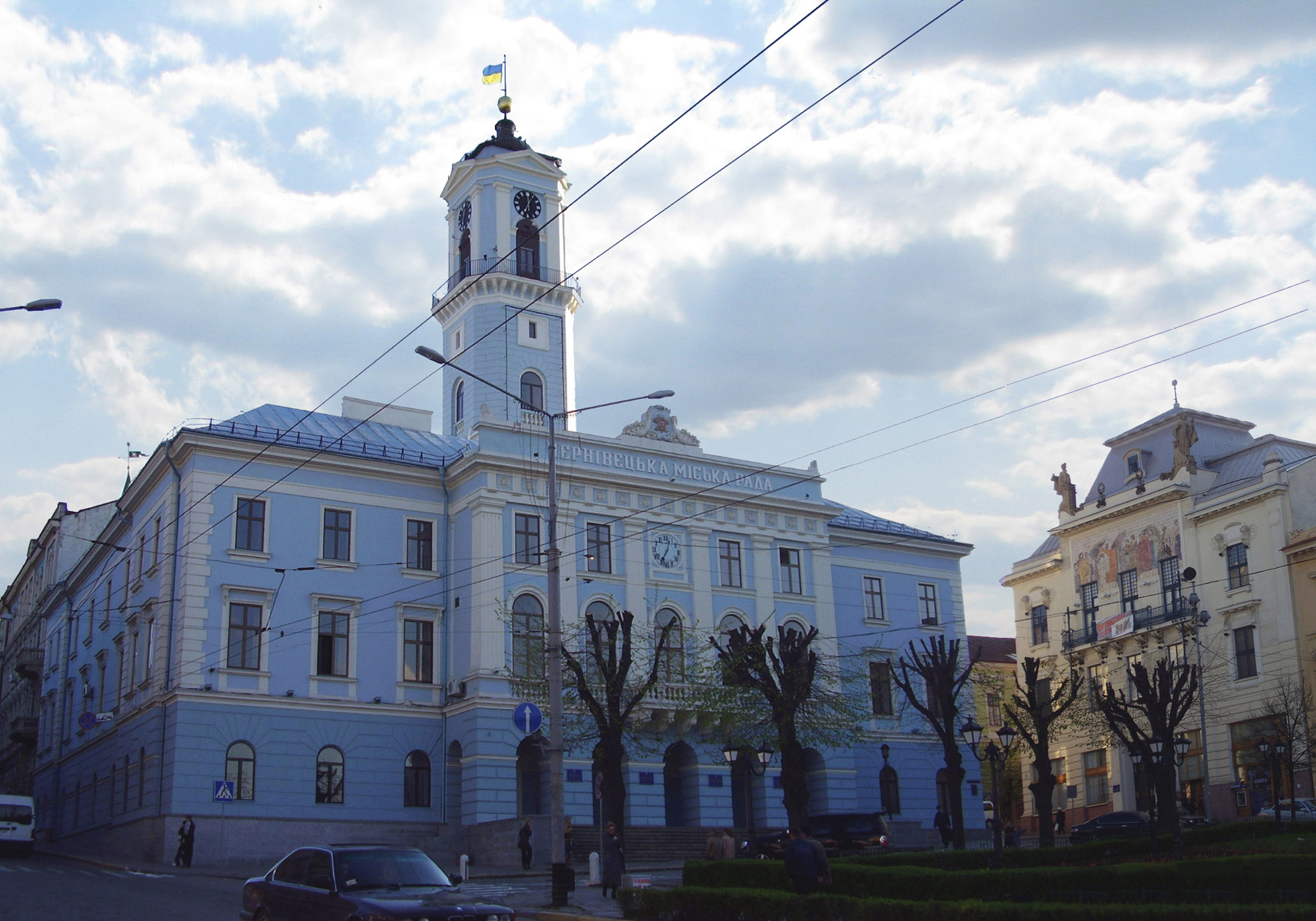
Černivci
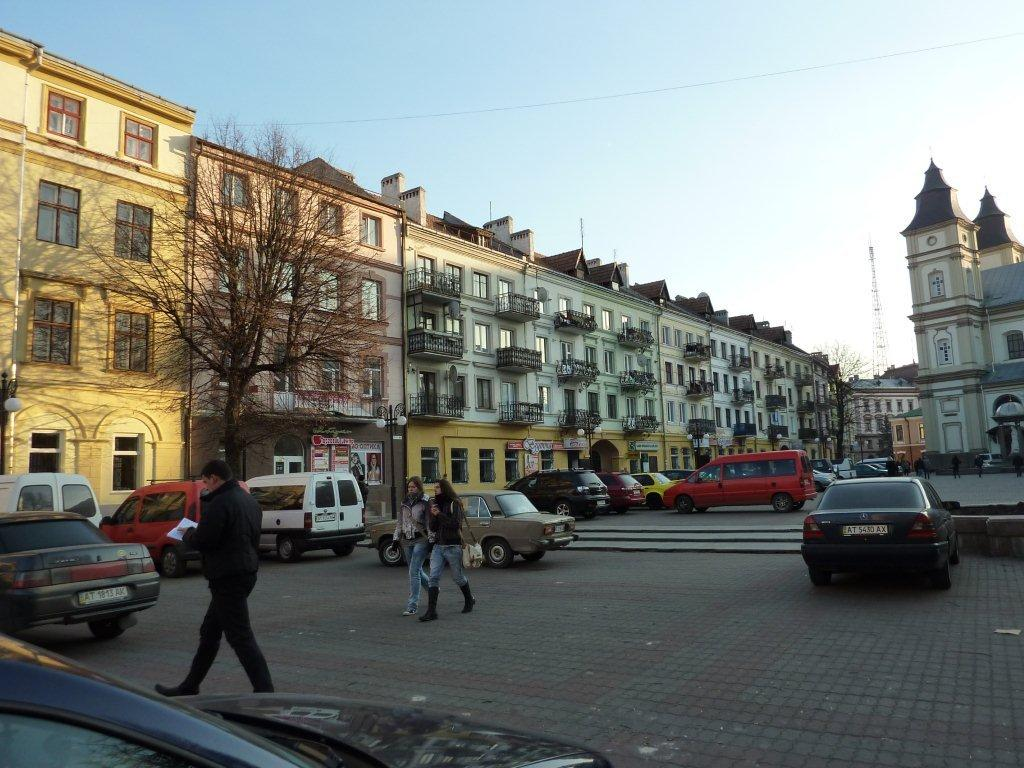
Ivano-Frankivs'k
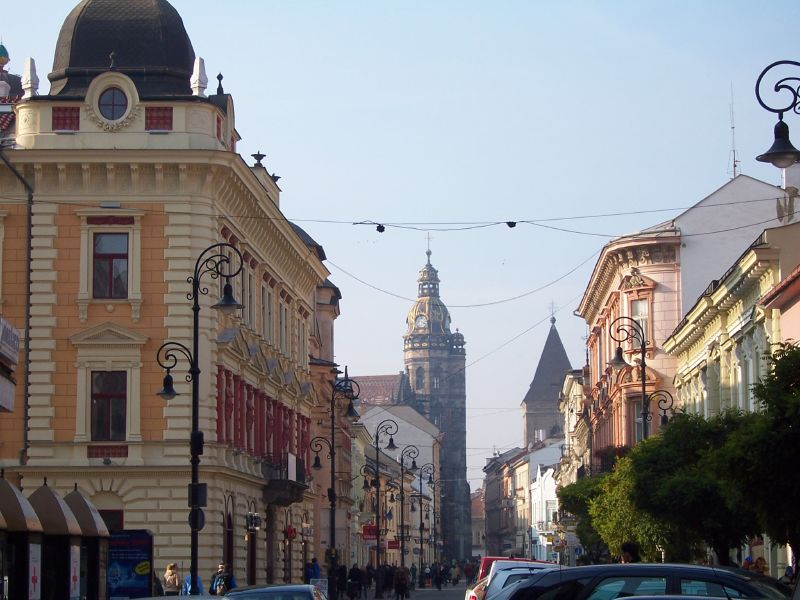
Košice
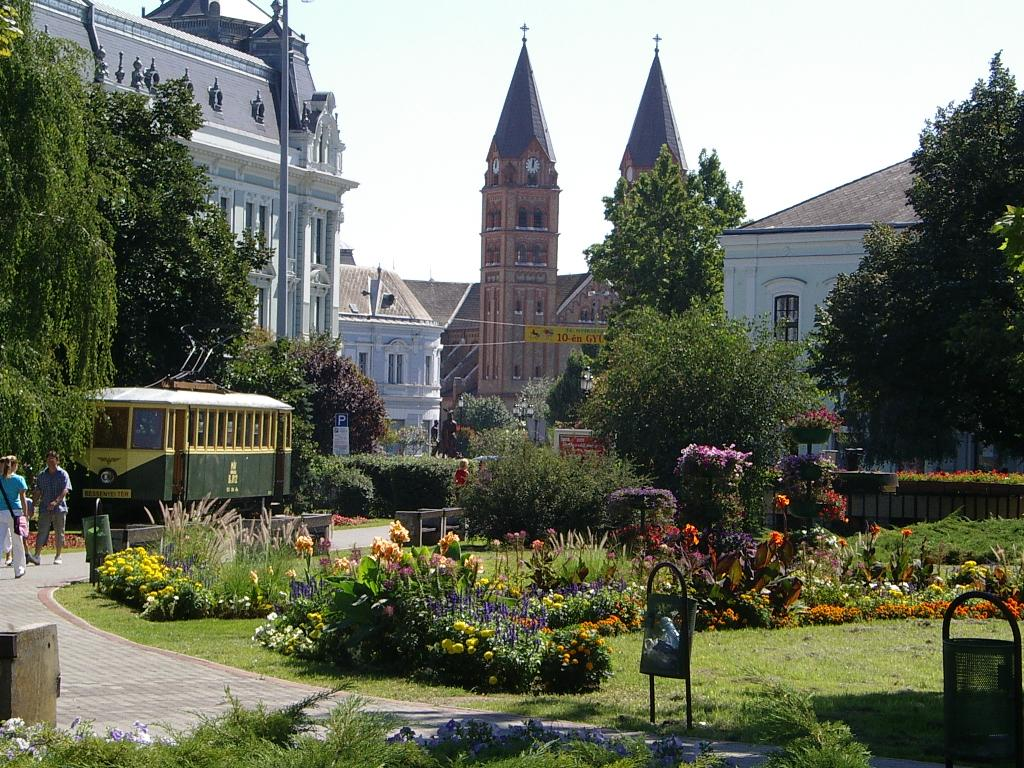
Nyíregyháza
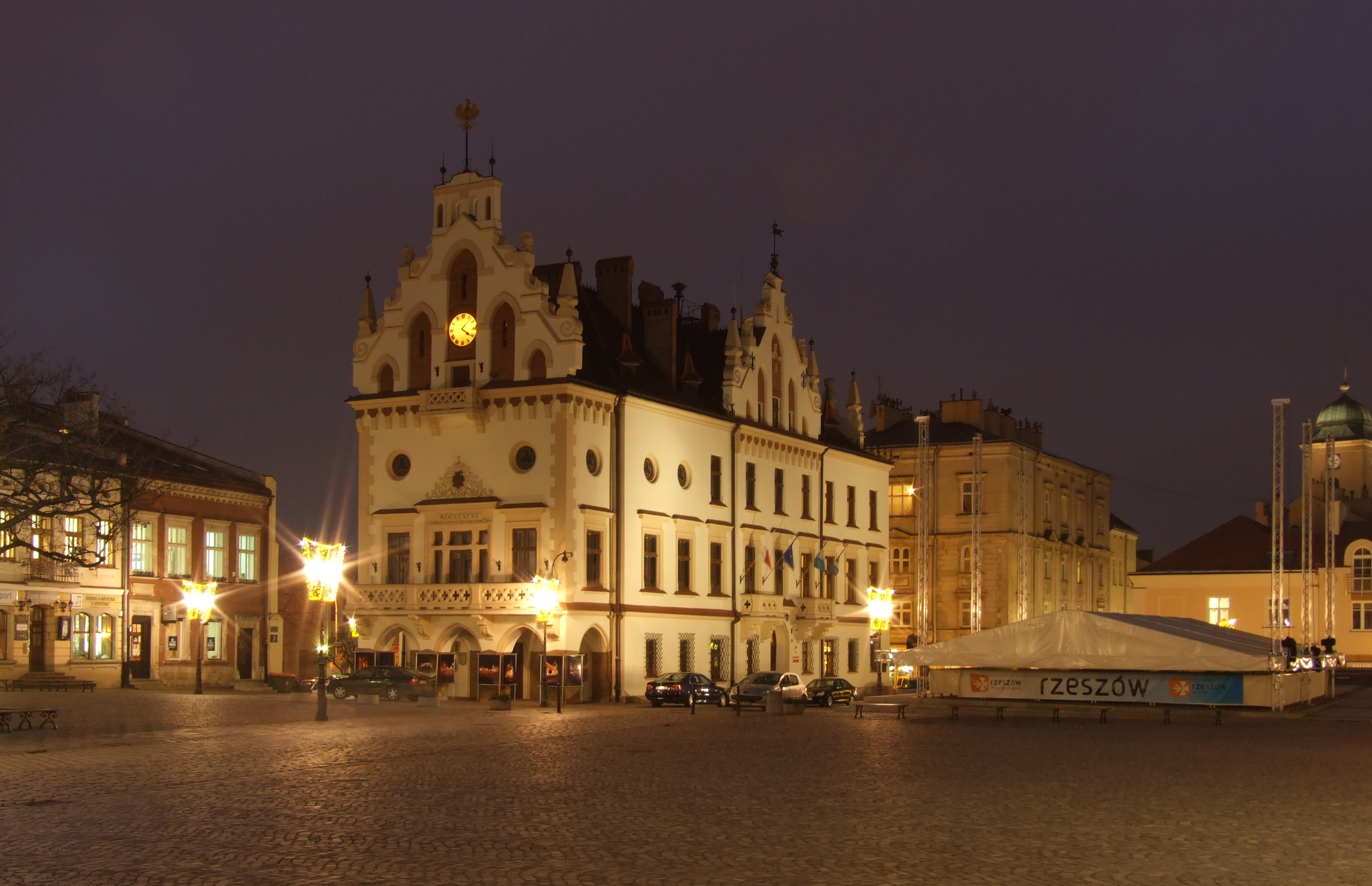
Rzeszów